# Вудфорд, Марк
Марк Вудфорд  (англ. Mark Woodforde; род. 23 сентября 1965 в Аделаиде, Австралия) — бывший австралийский профессиональный теннисист, бывшая первая ракетка мира среди игроков в парном разряде. Известен в первую очередь своими выступленниями в паре с Тоддом Вудбриджем. Олимпийский чемпион (1996) и серебряный призёр (2000) в мужском парном разряде. Обладатель «карьерного» Большого шлема в мужском парном разряде и смешанном парном разряде (выиграл все турниры Большого шлема в разные годы). Двукратный чемпион мира по версии АТР в парном разряде (1992, 1996). Победитель 67 турниров АТР, в том числе 12 турниров Большого шлема, в мужском парном разряде и 4 турниров АТР в одиночном разряде. Тренер сборной Австралии в Кубке Федерации с 2003 года. Член Международного зала теннисной славы с 2010 года.

## Спортивная карьера
Профессиональная карьера Марка Вудфорда началась в 1984 году. Свой первый турнир в одиночном разряде он выиграл в начале 1986 года (Окленд, Новая Зеландия). Первый турнир в парном разряде Вудфорд выиграл более чем через два года, в паре с Джоном Макинроем. Затем последовали ещё две победы с Макинроем, в том числе и на Открытом чемпионате США в 1989 году, но настоящий прорыв наступил, когда партнёром Вудфорда стал его более молодой соотечественник Тодд Вудбридж. Вместе «Вудиз» (англ. The Woodies), как их называли болельщики, выиграли 61 турнир АТР, в том числе 11 титулов на турнирах Большого шлема, завоевав «карьерный» Большой шлем (что означает, что каждый из четырёх турниров Большого шлема был выигран хотя бы один раз, но в разные годы). Вудфорд и Вудбридж также дважды выигрывали чемпионат мира АТР в парном разряде (1992, 1996; ещё дважды проигрывали в финале), а в 1996 году выиграли и Олимпийские игры в Атланте. В 1997 году они были удостоены за это медали Ордена Австралии. Через четыре года у себя на родине, в Сиднее, им почти удалось повторить этот успех: только в финале их остановила канадская пара Ларо—Нестор (счёт в финале 7-5, 3-6, 4-6, 6-7²). Пять раз пара Вудбридж—Вудфорд признавалась АТР лучшей парой года.
Вудфорд трижды представлял сборную Австралии в финалах Кубка Дэвиса, но выиграть этот трофей ему удалось только один раз, в 1999 году, также в паре с Вудбриджем. Вудфорд четыре раза участвовал с командой Австралии в розыгрыше командного чемпионата мира, но только однажды его команда попала в финал турнира (в 1997 году), где проиграла сборной Испании.
Вудфорд успешно выступал и в миксте, завоевав карьерный Большой шлем уже в 1993 году. Всего Вудфорд выступал в 1992-1996 годах в семи финалах турниров Большого шлема в смешанном разряде и из них выиграл пять, в том числе три с одной партнёршей, Николь Провис (Австралия).
Хотя Вудфорд специализировался главным образом на игре в парах, в его активе четыре победы и пять проигранных финалов в турнирах АТР в одиночном разряде, участие в полуфинале Открытого чемпионата Австралии и ряд побед над ведущими игроками мира (в том числе над Джимом Курье и Евгением Кафельниковым в турнирах Большого шлема, а также над Питом Сампрасом, Марсело Риосом, Иваном Лендлом, Стефаном Эдбергом, Майклом Чангом, Гораном Иванишевичем, Томасом Мустером и Андреем Чесноковым).
В 2000 году, после поражения в финале Кубка Дэвиса от сборной Испании, Вудфорд объявил об уходе из тенниса. В 2003 году он согласился занять пост тренера женской сборной Австралии в Кубке Федерации. В 2010 году Вудбридж и Вудфорд были включены в списки Международного зала теннисной славы.

## Участие в финалах турниров Большого шлема (23)

### Мужской парный разряд (16)

#### Победы (12)
| Год  | Турнир                           | Партнёр       | Соперники в финале            | Счёт в финале        |
| 1989 | Открытый чемпионат США           | Джон Макинрой | Роберт Сегусо Кен Флэч        | 6-4, 4-6, 6-3, 6-3   |
| 1992 | Открытый чемпионат Австралии     | Тодд Вудбридж | Келли Джонс Рик Лич           | 6-4, 6-3, 6-4        |
| 1993 | Уимблдонский турнир              | Тодд Вудбридж | Патрик Гэлбрайт Грант Коннелл | 7-5, 6-3, 7-64       |
| 1994 | Уимблдонский турнир (2)          | Тодд Вудбридж | Патрик Гэлбрайт Грант Коннелл | 7-64, 6-3, 6-1       |
| 1995 | Уимблдонский турнир (3)          | Тодд Вудбридж | Рик Лич Скотт Мелвилл         | 7-5, 7-68, 7-65      |
| 1995 | Открытый чемпионат США           | Тодд Вудбридж | Алекс О'Брайен Сэндон Столл   | 6-3, 6-3             |
| 1996 | Уимблдонский турнир (4)          | Тодд Вудбридж | Байрон Блэк Грант Коннелл     | 4-6, 6-1, 6-3, 6-2   |
| 1996 | Открытый чемпионат США (2)       | Тодд Вудбридж | Пауль Хаархус Якко Элтинг     | 4-6, 7-6, 7-6        |
| 1997 | Открытый чемпионат Австралии (2) | Тодд Вудбридж | Себастьен Ларо Алекс О’Брайен | 4-6, 7-5, 7-5, 6-3   |
| 1997 | Уимблдонский турнир (5)          | Тодд Вудбридж | Пауль Хаархус Якко Элтинг     | 7-64, 7-67, 5-7, 6-3 |
| 2000 | Открытый чемпионат Франции       | Тодд Вудбридж | Сэндон Столл Пауль Хаархус    | 7-6, 6-4             |
| 2000 | Уимблдонский турнир (6)          | Тодд Вудбридж | Сэндон Столл Пауль Хаархус    | 6-3, 6-4, 6-1        |

#### Поражения (4)
| Год  | Турнир                       | Партнёр       | Соперники в финале                | Счёт в финале             |
| 1994 | Открытый чемпионат США       | Тодд Вудбридж | Пауль Хаархус Якко Элтинг         | 6-3, 8-6                  |
| 1997 | Открытый чемпионат Франции   | Тодд Вудбридж | Даниэль Вацек Евгений Кафельников | 7-612, 4-6, 6-3           |
| 1998 | Открытый чемпионат Австралии | Тодд Вудбридж | Йонас Бьоркман Якко Элтинг        | 6-2, 5-7, 2-6, 6-4, 6-3   |
| 1998 | Уимблдонский турнир          | Тодд Вудбридж | Пауль Хаархус Якко Элтинг         | 2-6, 6-4, 7-6³, 5-7, 10-8 |

### Смешанный парный разряд (7)

#### Победы (5)
| Год  | Турнир                           | Партнёр                 | Соперники в финале                  | Счёт в финале  |
| 1992 | Открытый чемпионат Австралии     | Николь Провис           | Аранта Санчес-Викарио Тодд Вудбридж | 6-3, 4-6, 11-9 |
| 1992 | Открытый чемпионат Франции       | Аранта Санчес-Викарио   | Лори Макнил Брайан Шелтон           | 6-2, 6-3       |
| 1992 | Открытый чемпионат США           | Николь Провис           | Хелена Сукова Том Нийсен            | 4-6, 6-3, 6-3  |
| 1993 | Уимблдонский турнир              | Мартина Навратилова     | Манон Боллеграф Том Нийсен          | 6-3, 6-4       |
| 1996 | Открытый чемпионат Австралии (2) | Лариса Савченко-Нейланд | Николь Арендт Люк Дженсен           | 4-6, 7-5, 6-0  |

#### Поражения (2)
| Год  | Турнир                 | Партнёр                 | Соперники в финале          | Счёт в финале |
| 1993 | Открытый чемпионат США | Мартина Навратилова     | Хелена Сукова Тодд Вудбридж | 6-3, 7-6      |
| 1996 | Уимблдонский турнир    | Лариса Савченко-Нейланд | Хелена Сукова Сирил Сук     | 1-6, 6-3, 6-2 |

## Выступления в командных турнирах

### Финалы командных турниров (3)

#### Победы (1)
| №  | Год  | Турнир       | Команда                                                      | Соперник в финале                                   | Счёт |
| 1. | 1999 | Кубок Дэвиса | Австралия Т. Вудбридж, М. Вудфорд, М. Филиппуссис, Л. Хьюитт | Франция С. Грожан, О. Делатр, С. Пьолин, Ф. Санторо | 3-2  |

#### Поражения (2)
| №  | Год  | Турнир       | Команда                                                     | Соперник в финале                         | Счёт |
| 1. | 1993 | Кубок Дэвиса | Австралия Т. Вудбридж,М. Вудфорд,Д. Столтенберг,Р. Фромберг | Германия М. К. Гёлльнер, П. Кюнен,М. Штих | 1-4  |
| 2. | 2000 | Кубок Дэвиса | Австралия Хьюитт,Рафтер,Столле,Вудфорд                      | Испания Коста,Ферреро,Балселлс,Корретха   | 1-3  |